# Otsuichi
Otsuichi (乙一, Otsuichi) est le nom de plume de Hirotaka Adachi (安達 寛高, Adachi Hirotaka), écrivain japonais né en 1978, qui écrit principalement des nouvelles et des romans d'horreur ou fantastiques. 

## Biographie
Encore au lycée, il publie en 1996 le roman Natsu to Hanabi to Watashi no Shitai (littéralement "L'été, le feu d'artifice et mon cadavre") et remporte avec cet ouvrage le grand prix Jump décerné aux jeunes écrivains. Il devient alors très vite un romancier prolifique plébiscité par le lectorat japonais. En 2002, il obtient le 3e grand prix du roman policier pour GOTH, un recueil de nouvelles explorant la fascination morbide de deux jeunes gens pour les actes criminels.
Otsuichi est qualifié de romancier à double facette : sa production se divise en textes « noirs », aux thèmes sinistres et morbides, et en œuvres « blanches » mélancoliques, mettant en avant la psychologie des personnages. Ses écrits ont par ailleurs souvent été adaptés au cinéma ou en manga. Outre le roman, il se tourne aujourd’hui vers l’écriture de scénarios pour le théâtre et le cinéma ou encore vers la réalisation de films.
Son roman Goth, le coupeur de main a été adapté en manga par Kenji Oiwa en 2003 et est paru en français. Son roman Rendez-vous dans le noir est également paru en français et a fait l'objet d'une adaptation cinématographique.